# Onrecht!
Onrecht! is een Nederlands televisieprogramma van omroep PowNed dat uitgezonden wordt door NPO 3. De presentatie van het programma is sinds 2021 in handen van Mark Baanders en Niels Oosthoek. Eerder presenteerden Bram Krikke en Dennis Schouten het programma.

## Format
In het programma schieten Baanders en Oosthoek samen slachtoffers te hulp en proberen hen te helpen om hun gelijk te halen of hun naam te zuiveren. De presentatoren doen dit op hun eigen brutale wijze waarbij ze de betichte aanrichters van het onrecht gaan "pakken", die op hun beurt in sommige gevallen de politie inschakelen, bijvoorbeeld om de ploeg van hun terrein te verwijderen. In elke aflevering worden twee verschillende zaken van 20 minuten uitzendtijd behandeld.

## Afleveringenoverzicht
| N° | Beschrijving |
| -- | --- |
| 1  | Uitzenddatum: 9 oktober 2019 Ananja werd gestalkt door haar verwarde buurman. Na lang aandringen wees woningbouwvereniging "De Alliantie" haar een andere woning toe. De nieuwe woning had echter serieuze gebreken. De woningbouwvereniging deed niets aan de verwarde man waardoor ook andere buurtbewoners aangeven te willen verhuizen. Sietse heeft een cabrio gekocht bij autohandelaar Sjouke H. maar de auto heeft verborgen gebreken en afspraken worden niet nagekomen. Resultaat: Dennis en Bram confronteren de verwarde buurman die zich van geen kwaad bewust is en aangeeft dat hij denkt te worden afgeluisterd. Daarna bezoeken ze De Alliantie die een dag later de gebreken van Anaja's woning aanpakt. De autohandelaar belooft Sietse 500 euro maar komt nooit meer terug nadat hij in zijn auto is gestapt. Kort daarop werden de presentatoren gebeld door de politie.                                            |
| 2  | Uitzenddatum: 16 oktober 2019 Er zijn diverse klachten over rijschool "Drive with Joy" die de jongens onderzoeken. Daarna gaan ze achter creditboys aan, een soort loverboys die een relatie beginnen met meisjes en ze daarna dwingen om dure telefoonabonnementen af te sluiten en de telefoons af te geven. Chivon is een van de slachtoffers. Resultaat: Dennis en Bram confronteren Joyce, de eigenaar van de rijschool. Die herkent zich niet in de klachten. De presentatoren komen in contact met de vader van Mikail, een van de creditboys. Mikail zou in Turkije zitten. De vader zegt toe met zijn zoon over de situatie te praten. De telefoonproviders hebben Chivon's schulden kwijtgescholden. |
| 3  | Uitzenddatum: 23 oktober 2019 Liz huurt tapijtreinigers Jeffrey en Robert in om haar tapijt te reinigen dat haar als erfstuk erg dierbaar is. Het tapijt komt na "reiniging" echter in slechtere staat terug dan het oorspronkelijk was. Melissa heeft haar borg niet teruggekregen nadat ze de huur van haar woning had opgezegd. Om de huisbaas te pakken te krijgen besluiten ze hem te catfishen door een programmamedewerker zich als "Nienke" te laten voordoen. Resultaat: Liz en de tapijtreiniger komen tot overeenstemming en de tapijtreiniger maakt ter plekke het geld over met een Tikkie. Huisbaas Cees gaat de borgsom in termijnen aan Melissa overmaken. |
| 4  | Uitzenddatum: 30 oktober 2019 Samed is door een uitzendbureau naar een wasstraat gestuurd. De wasstraat beschuldigt Samed van diefstal op basis van camerabeelden die ze niet willen laten zien en waar volgens Samed niets op te zien is. De wasstraat zegt aangifte te hebben gedaan, maar niets wijst erop dat dat ook daadwerkelijk het geval is. Uitzendbureau ASA gooide Samed er direct uit zonder de camerabeelden gezien te hebben. Ingrid had een stage geaccepteerd via het bedrijf "Go stage America" van Terry B., maar het bedrijf kwam vele beloften niet na en was slecht bereikbaar. Resultaat: De wasstraat belde de politie om de programmamakers te laten verwijderen. Samed, Dennis en Bram zijn met de manager van uitzendbureau ASA om de tafel gaan zitten. ASA ziet Samed niet langer als dief. Terry B. blijkt op Cyprus te verblijven. Dennis krijgt hem aan de lijn, maar Terry doet geen concrete beloftes. |

## Achtergrond
In mei 2019 werd het programma door presentator Dennis Schouten aangekondigd op de sociale media. De eerste aflevering van het programma werd op 9 oktober 2019 uitgezonden door NPO 3, een aantal dagen later verscheen de aflevering gesplit in twee afleveringen op het YouTube-kanaal van omroep PowNed. De eerste drie televisieafleveringen werden daar als zes losse afleveringen op uitgezonden en scoorde de afleveringen rond de miljoen kijkers. Na deze drie televisieafleveringen besloot de NPO dat PowNed de afleveringen niet zelf meer online mocht verspreiden en dat deze enkel via NPO's eigen YouTube-kanaal online gebracht mocht worden. Sindsdien worden de afleveringen online gemiddeld door 700 duizend kijkers bekeken.
Het programma werd met gemengde gevoelens ontvangen. Enkele recensenten prezen de luchtige en brutale wijze waarop de presentatoren met de zaken te werk gingen en hoe ze samen het perfecte duo vormde. Andere recensenten schreven het programma weg als 'rampzalig slecht' omdat ze vinden dat de conflicten alleen maar worden opgestookt en er uiteindelijk weinig echt hulp in het programma aangeboden wordt.